# Alanto žemupys
Alanto žemupys este o arie protejată (sit de importanță comunitară — SCI) din Lituania întinsă pe o suprafață de 214,45 ha, integral pe uscat.

## Localizare
Centrul sitului Alanto žemupys este situat la coordonatele 55°54′46″N 21°29′55″E / 55.9129°N 21.4985°E.

## Înființare
Situl Alanto žemupys a fost declarat sit de importanță comunitară în septembrie 2021 pentru a proteja un număr necunoscut de specii din flora spontană și fauna sălbatică aflate în arealul zonei.

## Biodiversitate
Situată în ecoregiunea boreală, aria protejată conține 3 habitate naturale: Formațiuni ierboase bogate în specii de Nardus, dezvoltate pe substraturi silicioase în zone montane (și în zone submontane, în Europa continentală), Pajiști fino-scandinave uscate până la mezice, bogate în specii de altitudine mică, Păduri pe pante, grohotișuri și ravene de Tilio-Acerion.
La baza desemnării sitului se află un număr nedeclarat de specii protejate.
Pe lângă speciile protejate, pe teritoriul sitului au mai fost identificate 2 specii de plante, 1 specie de nevertebrate.